# Vecilla de Trasmonte
Vecilla de Trasmonte es una localidad española del municipio de Villanázar, en la provincia de Zamora, y la comunidad autónoma de Castilla y León.

## Topónimo
El topónimo Vecilla podría derivar de la voz prerromana «vaica», cuyo significado sería vega, por lo que su significado sería «veguilla», ya que el diminutivo latino (-illa) aportaría la matización de pequeño.

## Ubicación
Vecilla de Trasmonte se encuentra situada en la comarca de Benavente y Los Valles, al norte de la provincia de Zamora, e integrada en el municipio de Villanázar, en un llano abierto a la vega del Tera y próximo al arroyo Almucera.

## Historia
Durante la Edad Media Vecilla de Trasmonte quedó integrado en el Reino de León, siendo en la Edad Moderna una de las poblaciones que formó parte de la provincia de las Tierras del Conde de Benavente, encuadrándose dentro de esta en la Merindad de Valverde y la receptoría de Benavente.
Ya en el siglo XIX, al reestructurarse las provincias y crearse las actuales en 1833, Vecilla de Trasmonte pasó a formar parte de la provincia de Zamora, dentro de la Región Leonesa, quedando integrado en 1834 en el partido judicial de Benavente.
En torno a 1850, el antiguo municipio de Vecilla de Trasmonte se integró en el de Villanázar.

## Patrimonio
Su edificio más significativo es la iglesia parroquial de Santiago Apóstol, situada en la parte más alta de su casco urbano. Su fábrica presenta elementos constructivos de diversas épocas, los más antiguos de traza románica. De su exterior destaca su espadaña de mampostería, en la que se abren dos vanos geminados. De su interior el retablo mayor barroco, presidido por la escultura de Santiago Apóstol. También cuenta con la ermita de la Virgen de la Vega, aunque dicho templo ya no se encuentra dentro de su casco urbano.
El yacimiento «Los Bajos», situado al sur del casco urbano, conserva restos de cultura calcolítica precámbrica y medieval. En una excavación arqueológica motivada por las obras de canalización del riego se encontró un puñal y un cincel. El puñal ha sido catalogado en una época avanzada del calcolítico precampaniforme. El cincel o escoplo ha sido encuadrado como de tipología simple que existió hasta finales del Bronce Final III. Ambos utensilios se encuentran custodiados por el Museo Provincial de Zamora.

## Demografía
| 123           | 117 | 123 | 124 | 120 |
| (Fuente: INE) |     |     |     |     |

## Economía
Pertenece a la indicación geográfica, con derecho a la mención vino de calidad, de Valles de Benavente.

## Fiestas
Santiago Apóstol, el 25 de julio, y la Virgen de la Vega, desplazándose en romería a la ermita los días 7 y 8 de septiembre.